# Кипу
Кипу или Кхипу (на кечуа – езикът на инките – „quipu“ означава „възел“) са средства за записване на информация. Обикновено кипуто се състои от цветни нишки от козината на лама или алпака, с разположени върху тях възли.

## Цивилизацията на Инките
Цивилизацията на инките достига своят разцвет в началото на XVI век, по време на властта на Атауалпу — „син на бога-слънце“, имащ абсолютна власт над своите поданици. Със завладяването на Южна Америка от испанците, те унищожават голямо количество от паметниците – материалния облик на културата на инките, вярвайки, че при тях липсва писменост. По чудо оцеляват няколкостотин шнура със странни възли по тях, смятани от конкистадорите за украшения. Туземците ги наричали кипу.

## Устройство на кипуто
Кипу в превод от кечуа означава „възел“. Представлява шнур с дължина не по-малко от 30 сантиметра. Към основата са привързани други (отвесни) шнурове с различен цвят. От тях „стърчат“ нишки, върху които на различни места са направени възли. Всяко кипу е различно от другите, със своята сложност в цветовете и възлите. На европейците било известно само, че се „четат“ от дясно наляво. Смисълът и съдържанието им не е разгадан, даже съвременните потомци на инките са безсилни да разшифроват кипу. Мнозинството от учените смятат, че разположението и броя на възлите означава информация за количество, а цвета на шнура – предметът за когото става дума в кипуто. Смята се, че е използвано за пресмятане на данъци и реколта, календар, астрономически изчисления и др.
Според досегашните теории, никоя от която не е практически доказана, възленото писмо е форма на предписменост, двоичен код или просто набор от числа. Структурата на кипу е на пръв поглед удивително проста. То се състои от централно въже, от което висят различни по дължина и цвят въженца с навързани по тях разнообразни възли. Загадка обаче си остава защо жителите на Южна Америка са разработили система за писане и осчетоводяване, която тотално се различава от познатите в останалите части на света двуизмерни форми на писменост.
Ъртън и Бризин са направили компютърен анализ на 21 парчета кипу, произхождащи от инкския административен център Пуручуко, намиращ се в центъра на днешно Перу, на около 10 км северно от столицата Лима.
Според получените от тях резултати наборите възли съхраняват данни и показват начина, по който информация за различни видове преброявания и данъци е била синтезирана, обработвана и пренасяна на различните счетоводни нива от инкската административна система. Учените приемат, че в началото на всеки запис би трябвало да стои някакъв топоним, мястото, откъдето произхождат данните. В дадения случай в началото на всяка поредица от възли стоят три с форма на осмица, които според Ъртън и Бризин представляват именно името на местния дворец – Пуручуко.

## Авторите на кипу
Quipucamayocs (на кечуа khipu kamayuq, „кипу-пълномощник“), са счетоводителите в империята на инките. Те създават и шифрират кипуто. Но Quipucamayocs, не са единствените членове на обществото на инките, които могат да четат и създават кипу. Членовете на управляващата каста също са обучавани в това изкуство.